# Libo Kemkem
Libo Kemkem är ett distrikt i Etiopien. Det ligger i den nordvästra delen av landet, 400 km norr om huvudstaden Addis Abeba.